# One Life Stand
One Life Stand — четвёртый студийный альбом британской группы Hot Chip, цифровой релиз которого состоялся 1 февраля 2010 года. На физических носителях выпущен компанией EMI в Великобритании 8 февраля и на следующий день на лейбле Astralwerks в США. Интернет-релиз одноимённого первого сингла состоялся 30 ноября 2009 года через iTunes Store. По словам вокалиста Алексиса Тейлора, это «самая тёплая и душевная запись, которую мы когда-либо делали».

## Список композиций
1. «Thieves in the Night» — 6:09
2. «Hand Me Down Your Love» — 4:33
3. «I Feel Better» — 4:41
4. «One Life Stand» — 5:23
5. «Brothers» — 4:21
6. «Slush» — 6:29
7. «Alley Cats» — 5:21
8. «We Have Love» — 4:28
9. «Keep Quiet» — 4:02
10. «Take It In» — 4:10

### Подарочное издание
UK/Europe Bonus DVD
1. «Brothers» — Short Film
2. «One Pure Thought» (Live in Brixton 2008)
3. «Alley Cats» (Live in Brixton 2008)
4. «No Fit State» (Live in Brixton 2008)

## Чарты
| Чарты                     | Макс. позиция |
| ------------------------- | ------------- |
| Canadian Albums Chart     | 70            |
| UK Albums Chart           | 11            |
| U.S. Billboard 200        | 103           |
| U.S. Top Heatseekers      | 1             |
| U.S Top Electronic Albums | 5             |